# Jayme Tiomno

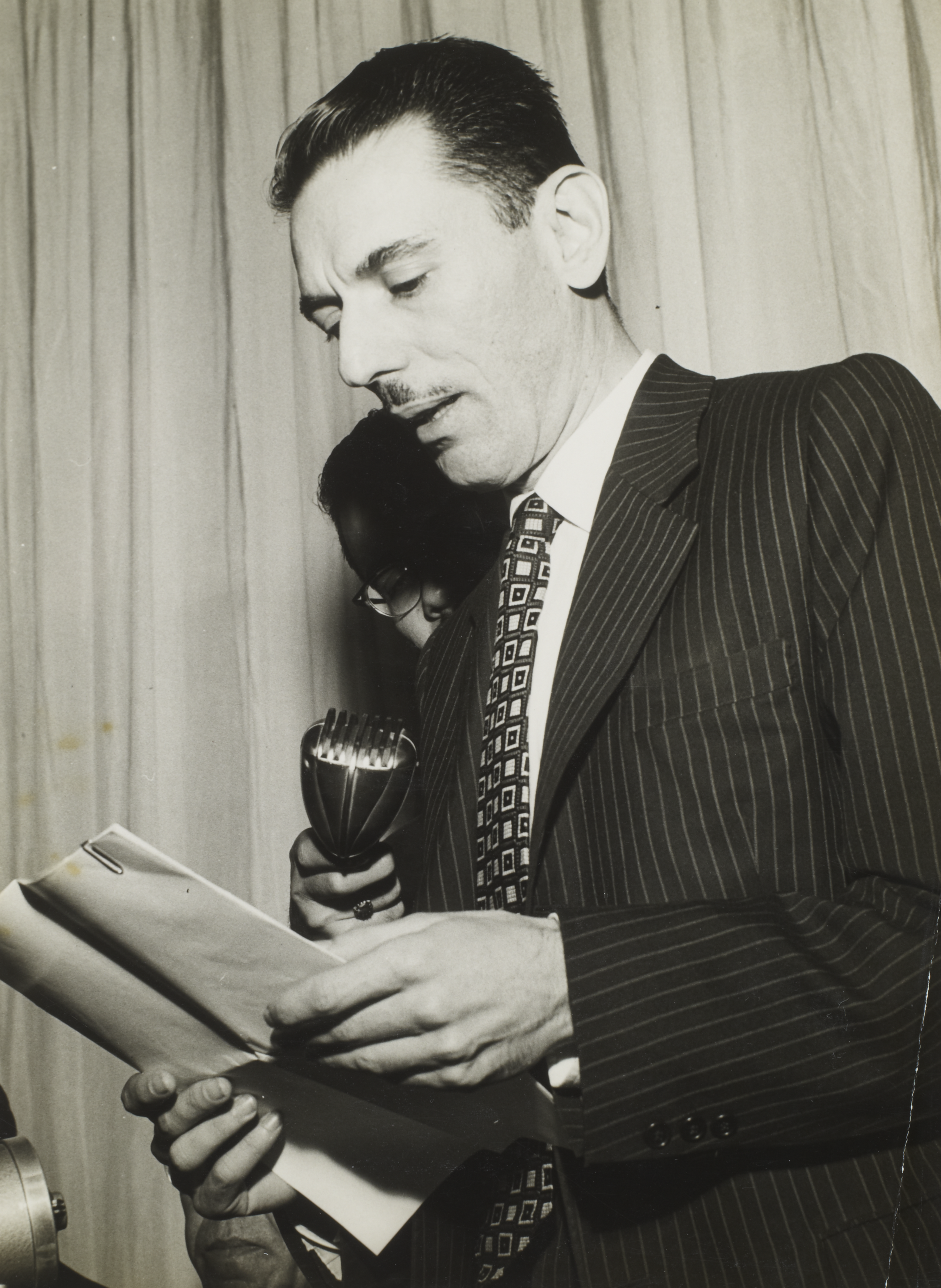
Jayme Tiomno

Jayme Tiomno (* 16. April 1920 in Rio de Janeiro; † 12. Januar 2011 ebenda) war ein brasilianischer experimenteller und theoretischer Physiker, der sich mit Elementarteilchenphysik und Allgemeiner Relativitätstheorie befasste.
Tiomno war der Sohn jüdischer Einwanderer aus Russland. Er studierte zunächst Medizin in Rio, bevor er sich unter dem Einfluss von Mário Schenberg an der Universität von São Paulo der Physik zuwandte. 1948 bis 1950 studierte er an der Princeton University unter anderem bei John Archibald Wheeler. Er publizierte mit Wheeler und Chen Ning Yang und vollendete seine Doktorarbeit 1950 unter Eugene Wigner (Neutrino physics and double beta decay), als Wheeler 1949 nach Paris ging. Er war 1949 mit José Leite Lopes und César Lattes einer der Gründer des Centro Brasileiro de Pesquisas Físicas (CBPF) in Rio, an dem er ab 1952 Professor war. 1965 arbeitete er an der Physik-Fakultät der neu gegründeten Universität in Brasília. 1967 bis 1969 war er Professor an der Universität von São Paulo. Während der Militärregierung in Brasilien wurde er 1969 entlassen. 1973 bis 1980 lehrte er als Professor an der Päpstlichen Katholischen Universität in Rio.
1959/60 war er Gastwissenschaftler am Imperial College London und 1967 am ICTP in Triest. 1971/72 war er am Institute for Advanced Study.
1947 bis 1949 unternahm er grundlegende Arbeiten über Zerfälle mit Myonen in Princeton (nach ihm und Wheeler ist das Tiomno-Wheeler-Dreieck benannt) und schlug mit Wheeler die Unabhängigkeit von Elektron und Myon-Neutrinos vor. In den 1950er Jahren befasste er sich unter anderem mit Paritätsverletzung. und der allgemeinen Form der schwachen Wechselwirkung (mit C. N. Yang 1950). Die Arbeiten mit Wheeler und Yang waren die ersten, die eine universelle Form der schwachen Wechselwirkung im Proton-, Neutron-, Elektron- und Myon-System darlegten. In diesem Zusammenhang führte er auch {\displaystyle {\gamma }_{5}} Matrizen (siehe Dirac-Matrizen) in die Formulierung der schwachen Wechselwirkung ein. 1957 schlug er eine frühe vereinheitlichte Theorie der Elementarteilchen vor (mit der sieben-dimensionalen orthogonalen Gruppe als Symmetrie).
1960 schlug er die Existenz von Resonanzen in Mesonen vor.
1951 war er mit W. Schutzer einer der ersten, der Kausalitätsbedingungen in der S-Matrix-Theorie vorschlug (später nach beiden benannt). Er war neben Marvin Goldberger auch einer der Ersten, die Dispersionsrelationen betrachteten.
Später befasste er sich unter anderem mit Kosmologien vom Gödel-Typ. 1970 entwickelte er mit Bollini und Gambiaga eine Alternative zur Allgemeinen Relativitätstheorie.
Tiomno war Mitglied der Brasilianischen Akademie der Wissenschaften und der Akademie der Wissenschaften in São Paulo und erhielt 1994 das Großkreuz des Ordem Nacional do Mérito Científico. 1957 erhielt er den Moinho-Santista-Preis.